# Khalambasse
 (juin 2016).
Si vous disposez d'ouvrages ou d'articles de référence ou si vous connaissez des sites web de qualité traitant du thème abordé ici, merci de compléter l'article en donnant les références utiles à sa vérifiabilité et en les liant à la section « Notes et références ».
 (juillet 2016).
Khalambasse est un village du Sénégal situé dans la commune de Thiomby qui fait partie de l’arrondissement de Ngothie, du département de Kaolack et de la Région de Kaolack.
Selon les données du dernier recensement de 2016, le village de Khalambasse compte 2 063 habitants, ce qui en fait le deuxième village le plus peuplé de la commune de Thiomby.
Mbour Siné Mbodj est le chef du village depuis 2012. Il succède ainsi à Gorgui Mbodj, chef du village de 1984 à 2012.

## Histoire
Le village de Khalambasse est fondé en 1901 par Diouma Seyla Diollo. À cette époque, Latyr Diouf, un chef coutumier du Sine, désirait se rendre au village de Thiomby. Arrivé au village de Diagulé, il envoya un messager au village de Thiomby pour aviser la population de son intention. Or, comme la forêt était particulièrement dense, il était difficile de se rendre au village. La population de Thiomby a donc entrepris de défricher un passage à travers la forêt.  Toutefois, lorsque les défricheurs arrivèrent au site actuel du village de Khalambasse, un bosquet dense qui abritait un lion sous un baobab les contraignit à abandonner (mbass) la piste (khal). Formé des mots sérères « khal » et « mbass », le nom Khalambasse désigne donc le lieu où la piste se terminait en raison du danger que représentait le lion. Un villageois de Thiomby du nom de Koly Djigane Ndong se porta finalement volontaire pour affronter le lion. Il demanda à ceux qui étaient armés de tirer vers lui au moment où le fauve bondirait. Le lion a été ainsi abattu et personne ne fut blessé.
Le premier chef du village de Khalambasse fut Goumalo Mbodj, nommé en 1917 par le pouvoir administratif local. Il sera ensuite chef de village jusqu’en 1923.

## Démographie
Selon les données du dernier recensement de 2016, le village de Khalambasse compte 2 063 habitants et 128 ménages répartis en sept hameaux. La population de Khalambasse est composée essentiellement de sérères (95 %), suivie des peuls (3 %) et des wolofs (2 %). L’Islam est la religion pratiquée par la majorité des habitants du village (97 %), suivie du christianisme (2 %) et des religions animistes (1 %).

## Économie
L’agriculture constitue la principale activité économique du village.  Les cultures du mil et de l’arachide sont les plus importantes. Suivent ensuite des cultures telles que celles du maïs et du sorgho. L’élevage et le maraîchage figurent également parmi les activités économiques importantes du village. Au cours de l’hivernage, les villageois pratiquent aussi la pêche au filet dans le bras de mer du Sine Saloum qui borde le village. Les activités commerciales sont quant à elles marginales en raison de la proximité du marché hebdomadaire de Gandiaye.

## Relief et situation géographique
Le relief du territoire du village de Khalambasse est relativement plat et ponctué de quelques zones de faible dépression.
Le village bordé au sud-ouest par un bras de mer du Sine Saloum. Les villages de Keur Alpha et Beloungthie marquent les limites du village au nord tandis que les villages de Mborodoff, Thiangane et Keur Bakary délimitent respectivement le village à l’est, au sud et à l’ouest.

## Climat
Le climat du village de Khalambasse est de type soudano-sahélien. Il est divisé en deux saisons distinctes :
1. Une saison des pluies, également appelé hivernage, présente pendant trois mois (juillet à septembre) avec des pointes de chaleur et une atmosphère chargée d’humidité ;
2. Une saison sèche qui dure neuf mois (octobre à juin) et qui présente généralement des variations de températures importantes.

Deux types de vent dominant pendant l’année. Il s’agit de l’harmattan, vent chaud et sec et de la mousson, vent lourd et humide qui installe les pluies.
Les précipitations annuelles variant généralement entre 600 mm et 800 mm de pluie pour 50 à 60 jours de pluie par année.
Exceptionnellement, de fortes pluies de heugs sont survenues en 1992 et en 2002. Ces pluies ont engendré des pertes importantes pour les éleveurs de bétail de la région en raison de la raréfaction des herbes sèches nécessaires à l’alimentation des troupeaux.

## Végétation
La végétation du village est généralement clairsemée et ne comprend aucune forêt. Il existe toutefois une grande diversité de la flore qui est composée de trois strates :
1. Une strate arborée composée essentiellement de cordyla pinata, d'andansonia digitata, dacacia albida et deucaluptus;
2. Une strate arbustive constituée d’espèces adaptées au climat soudano sahélien telles que le guiera senegalensis, le combretum glutinosum et le prosopis juliflora
3. Une strate herbacée composée de graminées annuelles et saisonnières telles que l’andropogon gayanus et l’andropogon.

Au cours des dernières années, malgré les efforts de reboisement entrepris par la population du village, une dégradation progressive du couvert végétal est observée. Cette dégradation est causée entre autres par la coupe des arbres pour le bois, la salinisation des terres et l’élevage extensif.

## Faune
Les principales espèces animales présentent sur le territoire du village de Khalambasse sont les lièvres, les reptiles, les hyènes, les chacals, les biches et les renards.
L’avifaune est quant à elle composée d’espèces sédentaires (tourterelles, pigeons, pintades, canard sauvage, épervier, corbeau, etc.) et d’oiseaux migrateurs (dendrocygnes, outardes, pélicans, martins-pêcheurs, héron blanc etc.).

## Éducation
Le village de Khalambasse comprend deux écoles primaires et un collège d’enseignement moyen. La première école primaire fut fondée en 1981 alors que le collège d’enseignement moyen fut fondé en 2012.  Ces établissements d’enseignement desservent ensemble une population scolaire de près de 640 élèves. Une école coranique dispense également un enseignement religieux auprès des enfants du village.
Les établissements scolaires doivent composés avec des ressources humaines et matérielles limitées. Le collège possède toujours trois abris provisoires et aucun des établissements scolaires n’est clôturé. Les salles de classe sont dépourvues d’électricité et d’alimentation en eau. Les ressources pédagogiques sont par ailleurs manquantes, notamment en ce qui a trait à l’apprentissage de la lecture.
Comme le village de Khalambasse ne possède aucun lycée, les élèves du village doivent généralement poursuivre leurs études aux lycées de Thiomby ou de Gandiaye, situés respectivement à trois et huit kilomètres du village.

## Art et culture
La vie culturelle du village est fortement imprégnée de la culture sérère. Les traditions animistes ont toujours une grande place dans la vie quotidienne des habitants sérères avec l’existence des talismans ou encore l’initiation des hommes ou des femmes. La culture sérère transparait particulièrement à travers différentes cérémonies religieuses comme le mariage ou les évènements culturels tels que les soirées de danse traditionnelles.

## Sports
Le village de Khalambasse tient annuellement au mois de décembre des séances de lutte traditionnelle sénégalaise dans les différents hameaux. La toute première séance de lutte traditionnelle fut organisée en janvier 1984. Ces activités de lutte sont organisées par le comité de lutte traditionnelle du village.
Au cours des vacances scolaires (aout à septembre), le village participe au navétane, un moment de loisir et de détente qui comprend notamment une compétition de football opposant les équipes des différents villages de la commune de Thiomby. Puisque le village de Khalambasse an une population nombreuse par rapport aux autres villages de la commune, il présente deux équipes en fonction des hameaux : ASC Renaissance et ASC Guy-gui.

## Organisation politique et sociale
Mbour Mbodj est le chef du village depuis 2012. Il succède ainsi à son frère aîné, Gorgui Mbodj, chef du village de 1984 à 2012.

### Liste des chefs de village
| Années en fonction | Prénom et nom    | Lieu de naissance |
| ------------------ | ---------------- | ----------------- |
| 1917–1923          | Goumalo Mbodj    | Gandiaye          |
| 1923–1936          | Ngor Sidd Ndiaye | Ngothie           |
| 1936–1941          | Sougou Ndiaye    | Gandiaye          |
| 1941–1984          | Siré Mbodj       | Ngothie           |
| 1984–2012          | Gorgui Mbodj     | Khalambasse       |
| 2012-aujourd'hui   | Mbour Siné Mbodj | Khalambasse       |

### Nomination et fonction du chef du village
Le chef du village est nommé à la suite d'une décision consensuelle des notables du village, officialisée par un arrêté de la préfecture. Il a un rôle de médiateur auprès des villageois et une fonction administrative auprès des différentes autorités locales.

### Mairie de Thiomby
La mairie de Thiomby agit au village dans les matières qui relèvent de sa compétence, comme la santé, l’éducation, l’environnement, la gestion du territoire, etc. La mairie fait également le lien entre la population du village, les autres villages de la commune et les différentes organisations gouvernementales et non gouvernementales qui œuvrent sur le territoire de la commune.

### Groupements et structures du village
Plusieurs groupements et structures interviennent également au sein du village :
Groupements des femmes de Khalambasse
Le village de Khalambasse compte six groupements de femmes répartis dans les différents hameaux. Chacun des groupements a son bureau avec sa présidente, sa secrétaire et sa trésorière. Les groupements des femmes ont une calebasse de solidarité qui leur permet de faire des achats groupés et des petits prêts aux familles dans le besoin au cours de la période de sous dure. Elles travaillent aussi sur des projets entrepreneuriaux pour les femmes du village.
Amicale des élèves et étudiants de Khalambasse (AEEK)
L’AEEK est une association qui a pour objectif de favoriser le développement scolaire des élèves de Khalambasse. Au cours des vacances, l’AEEK donne des cours destinées à améliorer les compétences des élèves du village. Cette association organise aussi des journées culturelles pour les élèves du village.
Le comité de lutte traditionnelle
Le comité de lutte traditionnelle organise chaque année, au mois de décembre, des séances de lutte au sein des différents hameaux du village. Ces activités favorisent la cohésion sociale entre les villageois.